# Andy Emler
Andy Emler (Parigi, 12 marzo 1958) è un pianista, organista e direttore d'orchestra francese.
È il fondatore dei MegaOctet, una grande band jazz a geometria variabile, che offre un ambiente favorevole ai musicisti improvvisatori di musica classica, jazz e rock.

## Biografia
Andy Emler si è avvicinato alla musica studiando il pianoforte classico. Nel 1966, all'età di otto anni, conobbe Marie-Louise Boëllmann, figlia dell'organista e compositore Léon Boëllmann, allievo e genero di Gustave Lefèvre, uno dei fondatori dell'École Niedermeyer de Paris, che divenne sua insegnante di pianoforte fino al 1975, insegnandogli la lettura e la tecnica strumentale, ma soprattutto il gusto per la musica e l'improvvisazione musicale.

### Gli inizi
Nel 1976 fondò un gruppo rock chiamato "Abyose" con il batterista François Verly, dove familiarizzò con le trascrizioni "ad orecchio" e l'improvvisazione . Entrò nel Conservatorio nazionale di musica e danza di Parigi nel 1980, dove approfondì i suoi studi in armonia e contrappunto, e incontrò il pianista e compositore jazz Antoine Hervé. Con un duo di piano-vibrafono, insieme vinsero un Primo Premio in contrappunto. L'anno dopo seguì la classe orchestrale di Marius Constant. Con questo maestro di musica improvvisata (principalmente musica barocca) e il suo amico Antoine Hervé, ebbe i suoi primi incontri con il jazz.
Nel 1984 intraprese ricerche sull'improvvisazione e creò il "Quintetto di Andy Emler" con Marc Ducret (g), François Verly (d), François Chassagnite (t) e Philippe Talet (b), che portò nuovi principi di scrittura: gli array sostituiscono le partizioni . Parallelamente, si unì alla grande band di Antoine Hervé come pianista per due anni . Nel 1985 Andy Emler conobbe Michel Portal con cui lavorò per dieci anni esibendosi insieme nella grande orchestra jazz di Antoine Hervé nel 1984 e nel 1985.
Nel 1986 fu membro della prima National Jazz Orchestra (ONJ) sotto la direzione di François Jeanneau per cui compose due pezzi : Superfrigo e Motorcycle Nana .

### Il MegaOctet
Nel 1989 la candidatura di Andy Emler alla guida dell'ONJ fu respinta. Carico delle influenze rock, pop, chanson, jazz,  e di musica contemporanea, creò quindi la sua grande band, gli "Andy Emler MegaOctet", con il cantante basco Beñat Achiary, il chitarrista Nguyên Lê, il tubista e trombonista Michel Massot, i sassofonisti Philippe Sellam e Simon Spang-Hanssen, il contrabbassista François Moutin, il batterista Tony Rabeson e il percussionista François Verly.
Il MegaOctet prende il nome dal fatto che è composto da nove musicisti, "Uno in più del byte normale", e si riferisce all'unità di misura nell'informatica.
La presentazione del MegaOctet ebbe luogo nel 1989 sul palco del Gemini a Sceaux. Per più di quindici anni il MegaOctet operò con relativa indifferenza da parte dei programmatori, finché finalmente nel 2008 raggiunse il successo critico e il pubblico con un gran numero di premi e riconoscimenti (vedi sotto).
La composizione dei nove musicisti dei MegaOctet cambiò nel corso degli anni: la big band, inizialmente più elettrica, divenne più acustica, ma comunque allegra ed energica; provenienti da musica rock, thrash metal, jazz, pop o contemporanea, quasi un centinaio di musicisti di diversi paesi hanno partecipato al MegaOctet dal suo inizio. Si può citare la notevole presenza di Médéric Collignon nella voce che sostituisce Beñat Achiary, quelli di François Thuillier in tuba che sostituisce Michel Massot, Thomas de Pourquery al posto di Simon Spang-Hanssen, Claude Tchamitchian in sostituzione di François Moutin.

### Altre attività di formazione
Oltre al MegaOctet, Andy Emler si esibì con diverse formazioni e musicisti come il quartetto di François Jeanneau, il quartetto di David Liebman, Michel Portal, Joachim Kühn, Daniel Humair, Denis Leloup, Laurent Dehors, Philippe Sellam, Trilok Gurtu, o il Percussioni da Strasburgo.
Diresse un'attività pedagogica con l'associazione La Scène et Marnaise di creazione musicale e il POM (Putain d'Orchestre Modulaire) co-diretto da Andy Emler, François Jeanneau e Philippe Macé), formando insegnanti di conservatorio dell'improvvisazione, promuovendo la creazione di ponti tra musica classica e jazz.
Dal 2009, Andy Emler a volte officia sull'organo dell'Abbazia di Royaumont, dopo aver imparato a lavorare su questo strumento per un anno . Vive a Lésigny (Senna e Marna) dove ha giocato nei primi anni '80 con la squadra di basket locale.
Tra il 2012 e il 2014 ha ricevuto numerosi ordini per ensemble di musica da camera (Nomos, 12 violoncelli, duetti di percussioni, 2 quartetti di sassofoni per Morphing, quartetto d'archi e tuba ...) e varie orchestre come l'orchestra di Studenti Dijon-Bourgogne e PESM e orchestre di armonia (Festival di musica 2015).
Ha creato nel giugno 2015 il triplo concerto “Un été malmené” per trio jazz e l'orchestra nazionale di Lille diretta da Jean-Claude Casadesus.
Ha partecipato allo sviluppo del rapporto Lockwood, nel giugno 2016.

### Scrittura
2013
- Voyage avec Maurice, 9 pezzi "alla maniera di" Maurice Ravel
- 10 anni avanti, ordine per fiati, ottoni e percussioni
- 7 per 2, per due percussioni ed elettronica
- 102, Quai de Jemmapes, commissione per un gruppo di diciannove musicisti
- Obsession 3, sei pezzi per MegaOctet, comando del WDR
- Tubastone 12023, per tuba e quartetto d'archi
- Una molla sul piatto, per quartetto di ottoni
- Back and Force, brano per eufonio e pianoforte
- Woods in Front, miniatura per cinque legni
- Ragazzo ... Un doppio!, per quartetto d'archi, quartetto di ottoni, eufonio e pianoforte

2014
- Dynamos 1, per l'ensemble di violoncelli "Nomos"
- Freedom Blow, per il quartetto di sassofoni "Morphing"
- Final for all, per due percussioni di tastiera, 10 violoncelli, quartetto di sassofoni, sassofono contralto e pianoforte
- Sei suoni per J, per due clavicembali
- Mind's Prayer, per sei voci a cappella, ensemble "Opus Jam"
- 1st Warning - Two for Teen, due pezzi per il "Royal Dynamo Big band"
- Sphinx 1, miniatura per chitarra elettrica
- Sphinx 2, miniatura per chitarra elettrica
- Ah! è 2, per sassofono e pianoforte melodia C.
- How to Be Together, commissionato dalla Dijon Bourgogne Orchestra e da venti studenti
- Un'estate dura, concerto per il trio ETE e l'Orchestra di Lille
- La grande festa trovata, commissione per un gruppo di tredici musicisti

2015
- Ciel de sable, concerto per pianoforte e orchestra commissionato dall'orchestra Victor Hugo Franche Comté
- Un uomo ricco, tre poveri e altre avventure urbane, musica di scena commissionata da Miguel Borras
- 4 canzoni di Élise Caron, per archi e piano bandoneon (commissionato da Triton)
- Non hai la samba!, commissionato dal festival Musica per l'ensemble di note Accroche
- Snakes and Ladders, pezzo per Snake e organo
- 3360 Syrinx, brano per coro di violoncello e pianoforte (commissionato dall'associazione Syrinx)
- Vince Quimper!, pezzo per voce e organo
- Il divertimento delle uova!, ordine del festival Musica per 4 orchestre di armonia e 4 solisti su libretto di Michel Musseau
- Back and Force Mâäk, per l'orchestra MikMâäk (16 strumentisti)
- Back and Force, per "L'Elephant Tubahorde"
- Charlie's Angels, 4 pezzi per pianoforte (commissionato da Triton)

2016
- Histoire d'un instant, commissione per l'ensemble strumentale "Unisons", direzione Jean-Louis Vicart
- Mystery bag, 7 pezzi per MegaOctet
- Cronache pazze, commissionate per l'ensemble strumentale "Unisons", diretto da Jean-Louis Vicart
- 2 Glimpses, per contrabbasso solo
- Una coda da una notte, per chitarra classica
- Un percorso laterale per il quartetto di clarinetti "Vendôme"
- Speranza di Groovin, commissione per fisarmonica solista per Pascal Contet
- 2 pezzi per alphorn e fisarmonica
- Il treno delle cinque, per chitarra elettrica
- Come va, per l'Ensemble Instrumental de Malakoff
- 7 balli per ensemble CRL10
- 2016 identità sonora FIP
- Andiamo a prendere tutti gli amici, ordina il coro dal Voice over the River Festival »
- Running Backwards, directory per il trio ETE + Marc Ducret
- Hopenfield, per i seminari di Syrinx (70 musicisti)
- Snorkeling gratuito, per tuba e beat box (pezzo da competizione CNSM)

## Discografia
Andy Emler MegaOctet   :
- 1990   : MegaOctet, Label Bleu
- 1992   : Headgames, Label Bleu
- 2004   : Sogni in sintonia, Notturno
- 2007   : Ovest in pace, Notturno
- 2009   : Accovacciarsi, toccare, ingaggiare, Naïve Records, CD e DVD
- 2012   : E Total, La Buissonne, CD e DVD

Emler, Tchamitchian, trio di Echampard   :
- 2003   : Tee Time, In Circum Girum
- 2005   : Quanto siamo lontani?, In Circum Girum
- 2014   : Triste e bella, La buissonne

altro   :
- 1982   : Andy Emler + Antoine Hervé   : Orizzonti
- 1985   : Quintetto di Andy Emler   : Lightin '
- 1985   : Antoine Hervé Big Band   : Tutti
- 1986   : Orchestra jazz nazionale - François Jeanneau   : 86, Etichetta Bleu
- 1987   : Michel Portal   : Turbolenza
- 1989   : François Jeanneau   : Taxiway
- 1990   : Marc Ducret   : Grigio
- 1991   : Marius Constant   : Quattro concerti
- 1992   : François Jeanneau   : Transito di Maloya
- 1993   : Michel Portal   : Ad ogni modo
- 1995   : Trilok Gurtu   : Crazy Saints
- 1995   : Trilok Gurtu   : Le cattive abitudini sono dure a morire
- 1996   : Trilok Gurtu   : The Glimpse
- 1996   : Michel Portal   : Musica cinematografica
- 1997   : POM, Pee Wee Records
- 1998   : Andy Emler + Philippe Sellam Duo, Pee Wee Records
- 1998   : Aleph ensemble   : Fermate frequenti
- 1999   : Sombritude, in quintetto con Stéphane Belmondo e David Liebman
- 2000   : Extramadura, POM, Pee Wee Records
- 2001   : Larry Coryell  : Attraversare i confini
- 2003   : Andy Emler, Pascal Contet   : Bouts de souffles, In Circum Girum
- 2003   : Gebhard Ullmann      : Progetto Big Band
- 2008   : Andy Emler solo   : For Better Times, Studio La Buissonne
- 2011   : Andy Emler   : Break, Naïve Records
- 2013   : Andy Emler   : Il mio Ravel
- 2014   : Andy Emler   : Presenza di spiriti  : Megaoctet + ArchiMusic + Elise Caron, etichetta radio Radio France
- 2015   : Andy Emler   : Tubafest con l'etichetta François Thuillier La Buissonne

## Filmografia
- 2004   : Andy Emler "In onda   : trio, MegaOctet + Marc Ducret, In Circum Girum
- 2012   : Viaggi per bambini  : MegaOctet con Percussions de Strasbourg al Jazzdor Festival
- 2013   : Zicocratie, documentario di Richard Bois su "E total" du MegaOctet
- 2014   : Bald Power Andy Emler e Thomas de Pourquery in Banlieues Bleues di La 8 Productions

## Premi del MegaOctet
- 2006   : Premio Sacem per la creazione
- 2007   : Premio Jazz Academy per il CD "West in Peace" di MegaOctet
- 2008   : Vittorie jazz nella categoria dell'artista francese o di formazione strumentale dell'anno
- 2008   : Djangodor
- 2008   : Jazzman Shock of the Year, JazzMag Emotion Disc, per l'album West in Peace .
- 2009   : Jazzman-Jazzmag shock dell'anno per l'album Crouch, Touch, Engage .
- 2010   : Vittorie jazz per l'album Crouch, Touch, Engage .
- 2010   : Djangodor, categoria migliore esibizione dal vivo

## Altri premi
- 2013   : Premio del Sindacato di teatro, critica della musica e della danza, miglior compositore di musica per palcoscenico per Ravel di Jean Echenoz, diretto da Anne-Marie Lazarini (Artistic Athévains).
- 2014   : Cavaliere dell'Ordine delle Arti e delle Lettere